# Gynoplistia (Gynoplistia) narkale
Gynoplistia (Gynoplistia) narkale is een tweevleugelige uit de familie steltmuggen (Limoniidae). De soort komt voor in het Australaziatisch gebied.